# Пакаэмбу (Сан-Паулу)
Пакаэмбу (порт. Pacaembu) — муниципалитет в Бразилии, входит в штат Сан-Паулу. Составная часть мезорегиона Президенти-Пруденти. Входит в экономико-статистический микрорегион Адамантина. Население составляет 12 631 человек на 2006 год. Занимает площадь 339,722 км². Плотность населения — 37,2 чел./км².

## История
Город основан 25 декабря 1947 года.

## Статистика
- Валовой внутренний продукт на 2003 составляет 53 669 827,00 реалов (данные: Бразильский институт географии и статистики).
- Валовой внутренний продукт на душу населения на 2003 составляет 4266,62 реала (данные: Бразильский институт географии и статистики).
- Индекс развития человеческого потенциала на 2000 составляет 0,763 (данные: Программа развития ООН).